# Володарське (Байтерецький район)
Волода́рське (каз. Володарское) — село у складі Байтерецького району Західноказахстанської області Казахстану. Входить до складу Байкониського округу.
Населення — 1121 особа (2021; 1175 у 2009, 1057 у 1999, 1040 у 1989).